# 게랄트 메슬렌더
게랄트 메슬렌더(독일어: Gerald Messlender; 1961년 10월 1일, 니더외스터라이히 주 바덴 바이 빈 ~ 2019년 6월 20일, 니더외스터라이히 주 군트람스도르프)는 오스트리아의 전직 축구 수비수이다. 현역 시절, 메슬렌더는 아드미라 바커 빈, 티롤 인스브루크, 그리고 아우스트리아 루스테나우에서 활약했다. 그는 스페인에서 열린 1982년 월드컵의 오스트리아 선수단 일원으로 참가했다.